# مليار دولار المحدودة
مليار دولار المتحدة (1942) هو الثالث من سبعة عشر الرسوم المتحركة تكنيكولور الأفلام القصيرة استنادا إلى دي سي كوميكس شخصية سوبرمان . من إنتاج Fleischer Studios ، تركز شركة Billion Dollar Limited على قطار يحمل مليار دولار من الذهب إلى النعناع الأمريكي ، والذي تم تخريبه من قبل اللصوص قبل تدخل سوبرمان. صدر الفيلم القصير من قبل باراماونت بيكتشرز في 9 يناير 1942. 

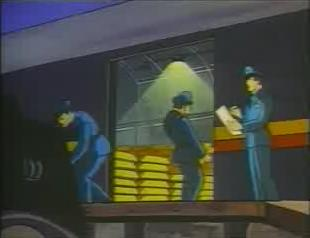
تحميل الذهب في القطار.

يبدأ الفيلم بصورة للصفحة الأمامية من ديلي بلانيت ، حيث يبلغ عن شحنة ذهب بقيمة مليار دولار إلى دار سك العملة الأمريكية. يتم تحميل قطار بمئات من سبائك الذهب ، يحرسه عدد من ضباط الشرطة المسلحين. (سيلاحظ هواة السكك الحديدية أن القاطرة متطابقة مع القاطرة الفريدة التي استخدمتها شركة Twentieth Century Limited ابتداءً من عام 1938. ) إلى الأمام ، في حافلة ركاب ، لويس لين يجلس بمساعدة كلارك كينت ، الذي يقول إنه يتمنى أن يأتي ، لكن لديه قصة أخرى ليغطيها. عندما يتم تحميل آخر قطعة من الذهب ، تضيء سيارة على بعد بضع مئات من الأمتار أنوارها ، ويرتدي الرجال داخلها أقنعة اللصوص ويسلحون أنفسهم. السيارة الغامضة تتبع القطار.
في وقت لاحق ، صعد عدد قليل من اللصوص إلى القطار من الخلف، وصعدوا إلى المنتصف ، وفصلوا عدة سيارات تحمل حراسًا من الأمام ، تاركينهم عالقين. قام لصان آخران بمهاجمة القاطرة ، وألقيا بالمهندس والحارس في البحر ، لكنهما سقطوا عن أنفسهم أيضًا. سمع لويس الضجة ، وصعد إلى كابينة المحرك وتم إطلاق النار عليه على الفور من سيارة السارق ، ليواكب القطار إلى الجانب. يمسك لويس بالمدفع الرشاش ويعيد إطلاق النار ، فقط لترتد الرصاص من السيارة المدرعة دون ضرر. يستمر القطار في الإسراع في المسار ، بعيدًا عن بلب ب بسيطرة لويس تمامًا ويتبعه اللصوص باستمرار. يلاحظ مدير المحطة ذلك عندما لا يتوقف القطار في المحطة التالية ، ويرسل برقية بينما يغير رجال الإشارة أضواء التحذير إلى اللون الأحمر ، ويغلق جسر متحرك للسكك الحديدية. أخيرًا ، يسمع كلارك التقرير الإخباري من خلال تلغراف Planet ، ويدخل بتكتم غرفة تخزين المبنى ، ويتحول إلى زي سوبرمان الخاص به.